# БН-2 (бинокль)
БН-2 «Реликвия» (индекс ГРАУ 1ПН50) — советский ночной бинокль для ведения разведки, наблюдения и изучения местности в условиях плохой видимости. Разработка осуществлена предприятием ЦКБ «Фотон» для замены наблюдательного прибора БН-1, производство налажено на Казанском оптико-механическом заводе. Сохранились сведения, что данный прибор активно использовался разведывательными частями ОКСВ в Афганистане.

## Конструкция
Представляет из себя монокулярный наблюдательный прибор, основанный на ЭОП 2-го поколения «Канал» с бинокулярной лупой для передачи изображения на экран оператора. В целях комфортности наблюдения имеется автоматическая система регулировки ярости экрана. Для маскировки свечения экрана и защиты лица пользователя предусмотрен резиновый налобник.

### Тактико-технические характеристики
| Параметры                                | Величина   |
| ---------------------------------------- | ---------- |
| Дальность обнаружения фигуры человека, м | 300        |
| Поле зрения,                             | 11°        |
| Кратность увеличения                     | ×2,4       |
| Диапазон рабочих температур, °C          | ± 50       |
| Габаритные размеры, мм                   | 85×168×405 |
| Масса, кг                                | 1,8        |